# L'Homme qui regardait passer les trains (film)

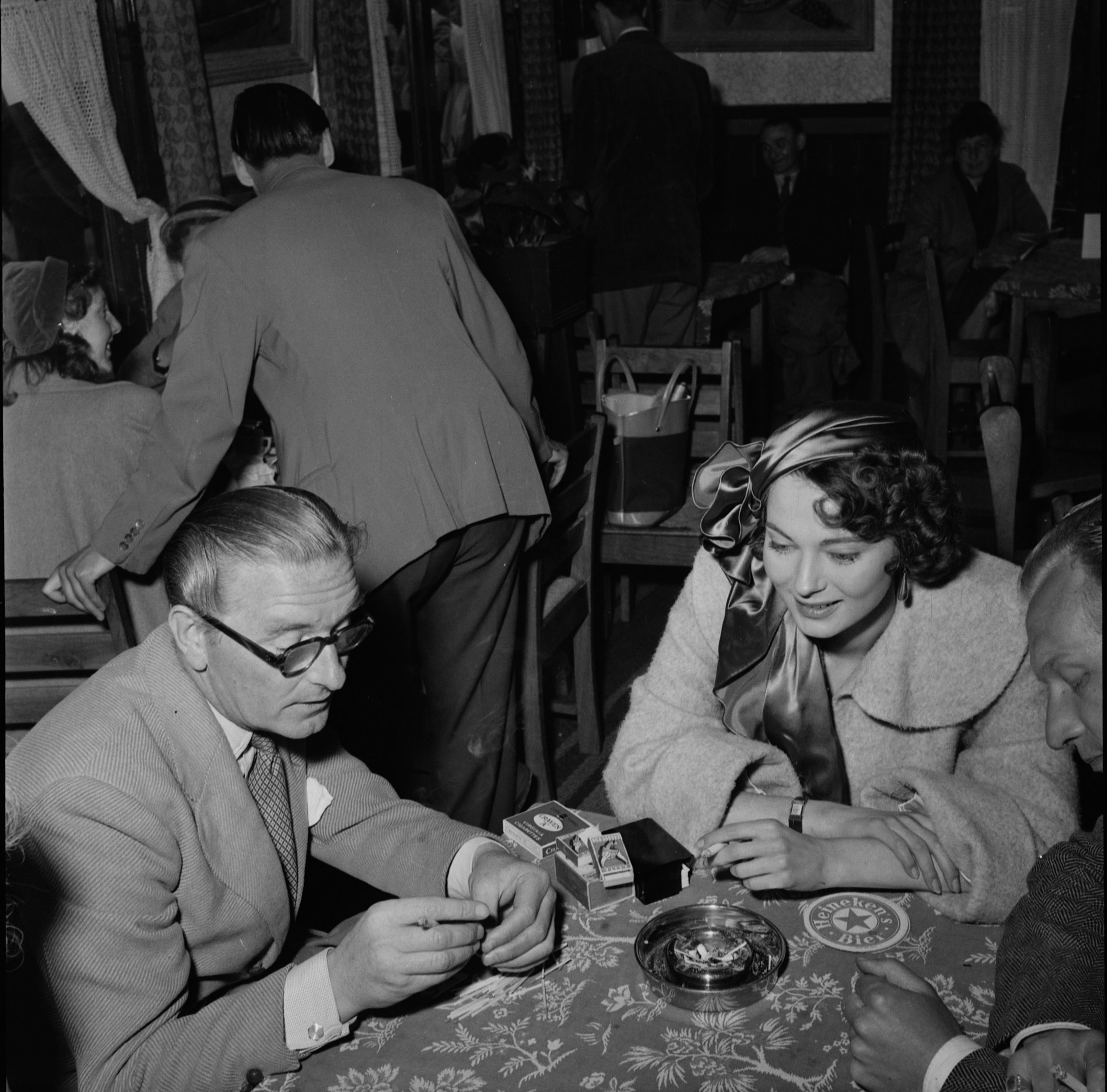
Photo du film L'Homme qui regardait passer les trains

L'Homme qui regardait passer les trains (The Man Who Watched Trains Go By) est un film britannique réalisé par Harold French et sorti en 1952.

## Synopsis
Kees Popinga est fondé de pouvoir chez un marchand hollandais de fourniture de bateaux à Groningue avec une femme et deux enfants il s'est peu à peu enfoncé dans l'ennui. Un soir, son patron lui apprend que son entreprise va déposer son bilan pour faillite frauduleuse. Se voyant ruiné, Kees Popinga voit son petit univers s'effondrer. Il décide de fuir son univers un peu mesquin et de faire des avances à Pamela, la maîtresse de son patron. Celle-ci ne l'accueillant qu'avec un rire moqueur, Kees, blessé dans son amour propre, la tue en voulant la faire taire. Il n'a alors plus d'autre solution que de quitter la Hollande, il s'enfuit donc à Paris. Ce sera pour lui l'occasion de vivre une vie en complète opposition avec son existence petite-bourgeoise qu'il a connue jusqu'alors. Il côtoie prostituées et petits malfrats, jusqu'à se faire dévaliser par un pick-pocket. Après une tentative de suicide manquée qui le livre nu aux mains de la police, il se retrouve interné en hôpital psychiatrique.

## Fiche technique
- Titre original : The Man Who Watched Trains Go By
- Réalisation : Harold French
- Scénario : Paul Jarrico et Harold French, d'après un roman éponyme de Georges Simenon
- Photographie : Otto Heller
- Musique : Benjamin Frankel
- Montage : Vera Campbell, Arthur H. Nadel et Peter R. Hunt
- Pays de production :  Royaume-Uni
- Durée : 82 min
- Date de sortie : 
  - France : 5 juin 1953
- Affiche : Jean Mascii (France)

## Distribution
- Claude Rains : Kees Popinga
- Marius Goring : Lucas
- Marta Toren : Michèle Rozier
- Ferdy Mayne : Louis
- Herbert Lom : Julius de Koster Jr.
- Lucie Mannheim : Maria Popinga
- Anouk Aimée : Jeanne, la prostituée
- Eric Pohlmann : Goin
- Felix Aylmer : Mr. Merkemans
- Gibb Mclaughlin : Julius de Koster Sr.